# Arcturus (zenekar)
Az Arcturus egy avantgarde metal zenekar Norvégiából, mely a Medve Őre nevű csillag latin elnevezése után kapta a nevét. 1991-től 2007-ig tartott az első korszakuk, majd 2011-ben újjáalakultak.

## Kiadványok

### Nagylemezek
- Aspera Hiems Symfonia (1995)
- La Masquerade Infernale (1997)
- The Sham Mirrors (2002)
- Sideshow Symphonies (2005)
- Arcturian (2015)

### EP-k
- My Angel (1991)
- Constellation (1994, 1997, 2002)

### Válogatások
- Disguised Masters (1999)
- Aspera Hiems Symfonia / Constellation / My Angel (2002)

### Egyebek
- True Kings of Norway (split, 2000)
- Shipwrecked in Oslo (DVD, 2006)
- Shipwrecked in Oslo (koncertlemez, 2014)

## Tagság

### Jelenlegi tagok
- Steinar Sverd Johnsen – szintetizátor (1987–2007, 2011–)
- Hellhammer – dobok (1987–2007, 2011–)
- Knut Magne Valle – gitár (1996–2007, 2011–)
- Hugh "Skoll" Mingay – basszus (1995–2000,  2002–2007, 2011–)
- ICS Vortex – ének (2005–2007, 2011–)

### Korábbi tagok
- Marius Vold – basszus, ének (1990–1991)
- Samoth – gitár (1993–1995)
- Garm – ének (1993–2003)
- Carl August Tidemann – gitár (1996–1997)
- Dag F. Gravem – basszus (2001–2002)
- Tore Moren – gitár (2003–2007)
- Øyvind Hægeland – ének (2003–2005)